# 摺扇筍螺
摺扇筍螺（学名：Terebra nitida）为筍螺科筍螺屬下的一个种。